# 天河区
23°7′28.76″N 113°21′40.41″E / 23.1246556°N 113.3612250°E
天河区，是中华人民共和国广东省广州市的市辖区，位于市中心东面，1985年5月24日设立，是广州近年来新城区发展中心、广州三大商圈之一的“天河商圈”是广州主要商业中心之一。区政府驻天园街道天府路1号。
天河區是廣州市新城市中心區，位於城市新中軸線上，承西啓東，接北轉南，是廣州市東進軸與南拓軸交匯點。

## 歷史
根據《元大德南海志》，北宋時區內已經有大水墟，是當時廣州衛星城镇。
现今天河区范围历史上属番禺县，明清时期大部分属番禺县鹿步司管辖。直至1921年广州在全国首创“市”建制，成立广州市，从此开始了广州市的扩张过程，到1923年孙中山正式下令将广州扩展，其中主要是逐步向东部扩张，也就是番禺县的“禺东”地区，并制定出广州市管辖范围的“权宜线”和“拟定线”，其中“权宜线”范围内的面积是九万二千亩，最东界限是现在的石牌冼村之间，冼村属于广州，石牌仍属于番禺；“拟定线”内广州市的面积是二十九万亩，最东界限是在现在的车陂和东圃之间，车陂是广州市范围，东圃仍属番禺县范围。1949年后经多次调整，最终全境划入广州市作为广州市郊区的一部分。
天河区名来源于1984年兴建的天河体育中心，而天河体育中心名称来源于1930年建在这里的广州天河机场，天河机场名称来源于天河村。天河村，原名大水圳，在1926年由于军阀李福林將所在的大塘村改名為天池村，而大塘村的李氏與天河村的李氏同宗，經李福林的提議，改名为天河村。

### 大事記

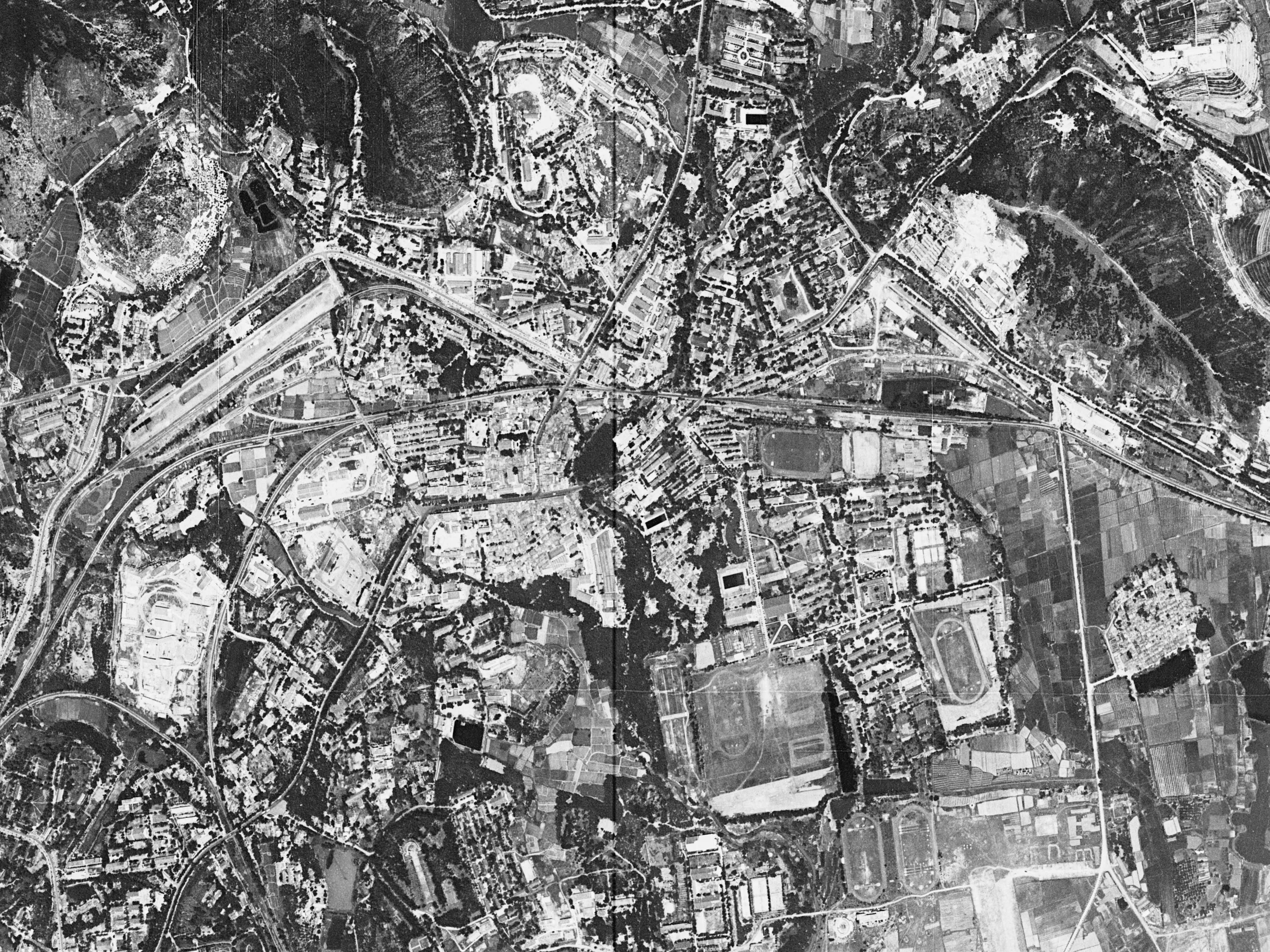
天河火车站附近卫星图（1966年）

1953年，廣州市歸國華僑學生補習班學校在石牌村東面的太婆山，也即今天暨南大學校內的西北面創辦；
1956年，黃埔大道建成通車，橫穿過石牌村的南面；
1956年，廣東教育行政學院在石牌鴉崗（今崗頂）興建，現址中山大學附屬第三醫院；
1958年9月，暨南大學在石牌村東面重建開學。

## 行政区划
1985年5月24日，天河区经国务院批准成立，从广州市郊区分出，成为广州市辖行政区。新建区时，有两镇四街：沙河区（镇）（含同和乡、京溪乡）、东圃区（镇），以及沙河街、五山街、员村街、车陂街。当时面积102.5平方公里，人口20.04万人。此后辖区经过多次变化。1987年9月，同和镇（由原同和乡和京溪乡组成）划归白云区管辖。
1992年4月，杨箕村从东山区划归天河区。1994年2月，原市农工商联合总公司凤凰农工商公司属下的柯木塱、渔沙坦两行政村划归天河区。1994年8月，沙东村二队（自然村）从东山区划归天河区。2000年9月，原属广州市新塘农工商公司的新塘、沐陂、凌塘、玉树4个行政村移交给天河区。2005年6月7日，登峰街道和杨箕村划归越秀，新塘街道的玉树村划归萝岗区。随着天河区城市化的发展，乡村逐渐由行政村改设行政街，2002年12月，沙河镇和东圃镇撤销。

### 下轄街道
天河区行政区域总面积约137.38平方公里，辖有21个行政街：
沙河街（1950年7月成立，以行文批准为准，下同）、五山街（1950年成立）、员村街（1960年7月成立）、车陂街（1981年5月成立）、石牌街（1987年3月成立）、天河南街（1992年10月9日成立）、林和街（1995年8月11日成立）、沙东街（1995年8月11日成立）、兴华街（1995年8月11日成立）、棠下街（1997年11月18日成立）、天园街（1999年9月30日成立）、冼村街（1999年12月29日成立）、猎德街（1999年12月29日成立）、元岗街（1999年12月29日成立）、黄村街（1999年12月29日成立）、龙洞街（2002年12月成立）、长兴街（2002年12月成立）、凤凰街（2002年12月成立）、前进街（2002年12月成立）、珠吉街（2002年12月成立）、新塘街（2002年12月成立）。

## 人口
根據第七次全国人口普查數據，截至2020年11月1日零時，天河區常住人口2241826人。

## 经济

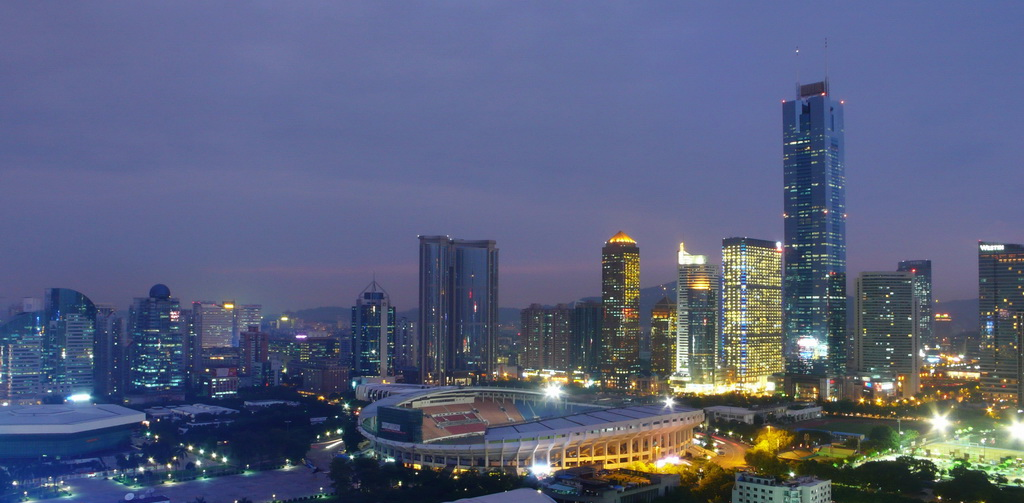
天河商务中心区夜景

2015年天河区GDP已超3430亿元，增长8.8%。为广州市第一，广东省第二（仅次于深圳南山区）。
“天河路黄金商业大道”汇聚了天河城 、天汇广场igc、正佳广场、太古汇、万菱汇、时尚天河广场、天环广场、维多利广场、天娱广场、摩登百货、广州友谊商店，广州购书中心，百脑汇，广州电脑城等一批高、中端卖场，电脑通讯数码产品市场，餐饮娱乐场所等，沿线街道2011年社会消费品零售总额达351.02亿元，占全区比重超过1/3，已达35.4%。此外，金融业亦是该区一大支柱产业。

### 企业
2014年市认定的328家总部企业中，在天河区注册的有96家，占全市的29.3%，如包括“在天河区办公、但注册地不在天河”的28家，天河区总部企业有124家，占全市的37.8%。在124家总部企业中，世界500强企业2家，占全市的100%;2014中国500强企业7家，占全市的70%;2014中国民营企业500强3家，占全市的33.3%。
知名企业有网易，YY语音，易方达基金，恒大地产，富力地产，越秀集团等。

## 教育
天河区有暨南大学石牌校区以及华文学院，华南理工大学五山校区，华南农业大学五山校区，华南师范大学石牌校区等一系列高等院校。以及华南师范大学附属中学，广州中学，天河外国语学校等一系列知名中学。

## 著名建筑

### 知名摩天大楼
- 广州新中轴
  - 中信廣場

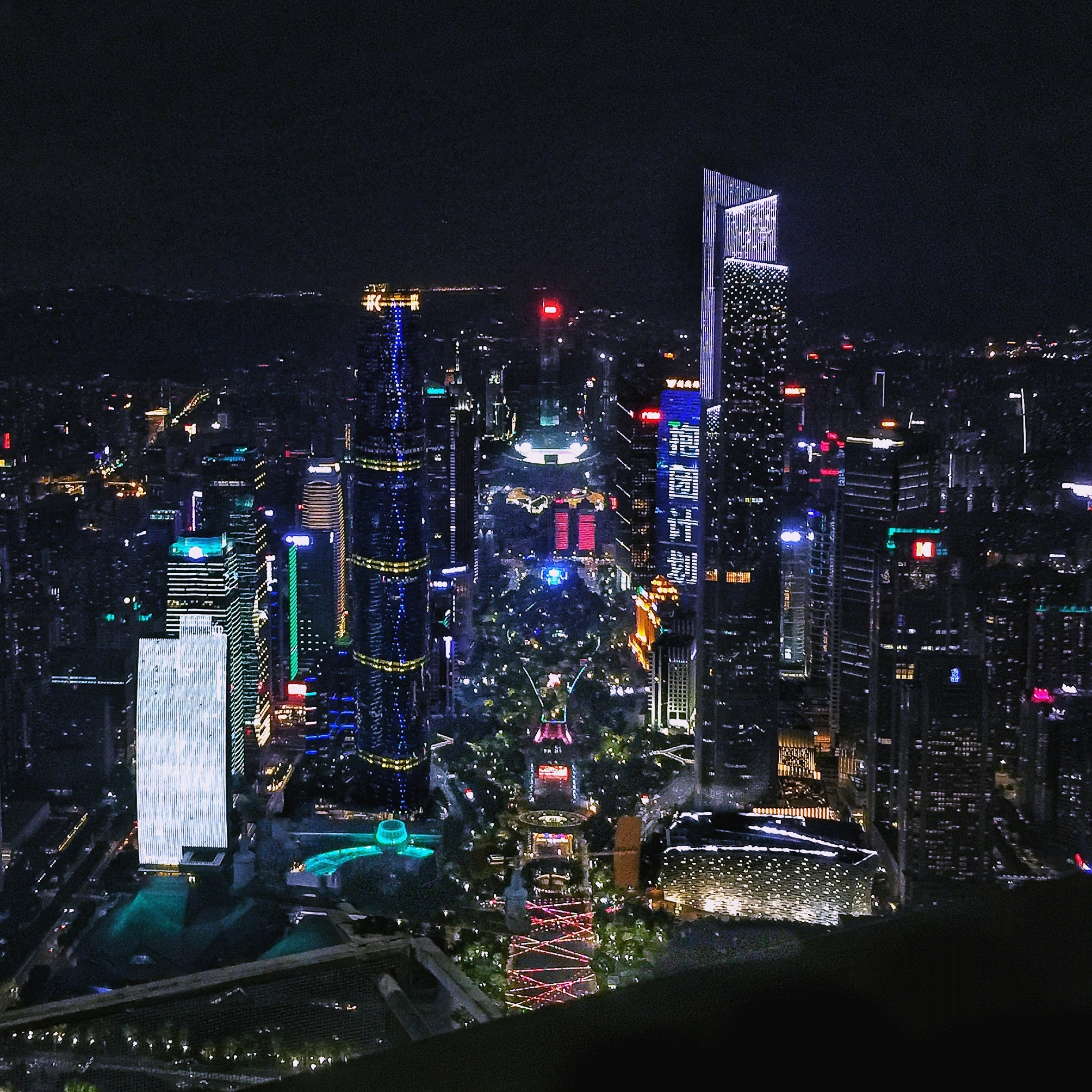
广州市新中軸綫

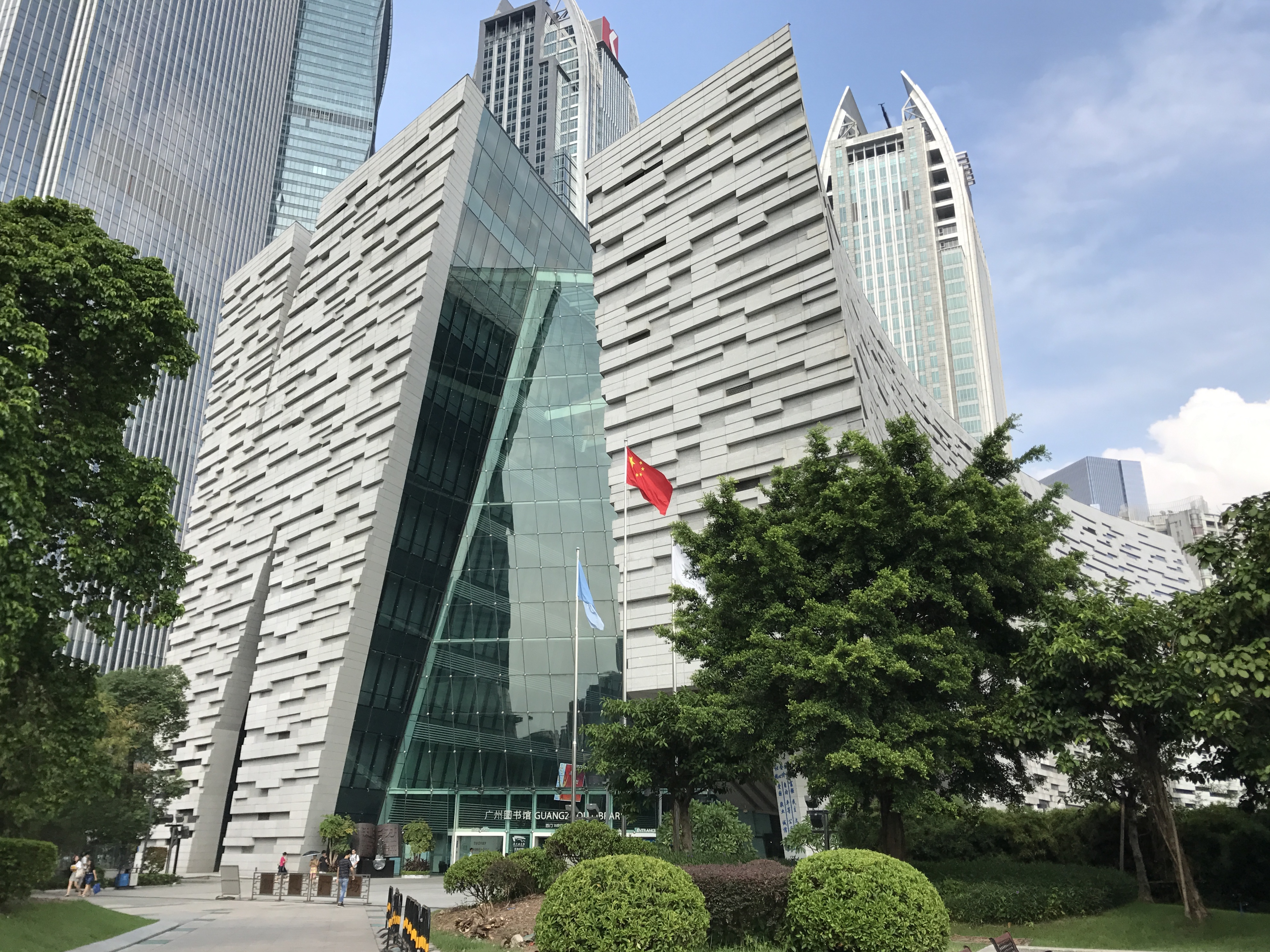
位于天河区的广州图书館

  - 广州西塔（广州国际金融中心）和广州东塔（广州周大福金融中心）。
- 天河城廣場：双塔建筑，左边一栋是粵海天河城大廈，右边一栋则是天河城購物中心。
- 中泰国际广场

### 知名购物中心
天河城、太古匯、正佳广场、太平洋数码广场、广州购书中心、万菱汇、广州百货、百脑汇、颐高数码广场、天娱广场、时尚天河广场、天河又一城、东方宝泰、花城广场、以及2016年投入使用的天环广场等。

### 知名体育馆
天河体育中心、广东奥林匹克体育中心

### 知名公园
华南植物园、天河公园、海心沙亚运公园

## 交通

### 大型交通樞紐
天河客运站、廣州東站

### 广州BRT
广州BRT專用道的大部分位於天河区境內，區內設有：体育中心、石牌桥、岗顶、师大暨大、华景新城、上社、学院、棠下村、棠东、天朗明居、车陂、东圃镇、黄村、珠村、莲溪 15个站点。

### 地铁
- █1号线：体育西路站、体育中心站、廣州東站
- █3号线：珠江新城站、体育西路站、石牌桥站、岗顶站、华师站、五山站、天河客运站、林和西站、廣州東站、燕塘站、梅花園站（石牌桥-天河客运站未来属于10号线）
- █4号线：車陂南站、車陂站、黃村站
- █5号线：珠江新城站、獵德站、潭村站、員村站、科韻路站、車陂南站、東圃站、三溪站
- █6号线：沙河站、沙河頂站、天平架站、燕塘站、天河客運站、長湴站、植物園站、龍洞站、柯木塱站、高塘石站
- █10号线：楊箕東站
- █11号线：員村站、華景路站、华师站、龍口西站、沙河站
- █18号线：冼村站
- █21号线：天河公園站、棠東站、黃村站、大觀南路站、天河智慧城站
- █APM线：林和西站、體育中心南站、天河南站、黃埔大道站、婦兒中心站、花城大道站、大劇院站、海心沙站

#### 在建線路及車站
- █10号线：天河路站、石牌桥站、岗顶站、华师站、五山站、天河客运站
- █11号线：广州东站 （未開通）
- █13号线二期：花城广场北站、冼村站、石牌南站、马场站、白马岗站、天河公园站、棠下站、車陂站、珠村站
- █18号线：广州东站、京溪路站

同時，亦有規劃19号线、20号线、23号线、25号线、26号线等線路經過天河區內。

### 主幹道
天河区内的主干道有天河路、中山大道、黄埔大道、广园路、先烈路、广州大道、广汕路、广州环城高速公路、华南快速干线、广园快速路、科韵路等。

## 外部連結
- 天河区官方微博